# Copa do Mundo de Futebol Feminino Sub-17 de 2022
A Copa do Mundo de Futebol Feminino Sub-17 de 2022 foi a sétima edição do campeonato bianual de seleções nacionais de base organizado pela Federação Internacional de Futebol (FIFA), para jogadoras com até dezessete anos de idade. O torneio foi sediado na Índia entre 11 e 30 de outubro de 2022, após a edição de 2020 ter sido adiada e posteriormente cancelada em razão da pandemia de COVID-19.
A Espanha era a atual campeã, tendo conquistado seu primeiro título em 2018, e conseguiu defender o título ao superar a Colômbia na final por 1–0.

## Candidatura
Em 25 de julho de 2018, a FIFA anunciou que o processo de licitação havia começado para as Copas do Mundo Femininas Sub-20 e Sub-17 de 2020. Uma associação membro foi capaz de concorrer a ambos os torneios, com a ressalva de que dois anfitriões diferentes seriam nomeados. As seguintes associações declararam interesse em sediar o evento até o prazo de 12 de setembro de 2018:
- França (UEFA)
- Índia (AFC)

Em 15 de janeiro de 2019, a Índia foi escolhida para sediar o torneio. Com o cancelamento da edição de 2020 devido à pandemia de COVID-19, a Índia foi atribuída automaticamente como anfitriã da competição em 2022.

## Seleções qualificadas
Um total de dezesseis seleções se classificaram para o torneio final. Além da Índia, que se qualificou automaticamente como anfitriã, quinze equipes se classificam em seus campeonatos continentais.
| Confederação                                  | Torneio de qualificação                                                                         | Classificado (s)             |
| --------------------------------------------- | ----------------------------------------------------------------------------------------------- | ---------------------------- |
| AFC (Ásia)                                    | Anfitrião                                                                                       | Índia                        |
| AFC (Ásia)                                    | Nomeados pela AFC com base no Campeonato Asiático Sub-16 de 2019 (edição de 2022 foi cancelada) | Japão China                  |
| CAF (África)                                  | Torneio Qualificatório Sub-17 da CAF de 2022                                                    | Marrocos Nigéria Tanzânia    |
| CONCACAF (América do Norte, Central e Caribe) | Campeonato da CONCACAF Sub-17 de 2022                                                           | Estados Unidos México Canadá |
| CONMEBOL (América do Sul)                     | Campeonato Sul-Americano Sub-17 de 2022                                                         | Brasil Colômbia Chile        |
| OFC (Oceania)                                 | Nomeado pela OFC (edição do Campeonato da Oceania Sub-17 de 2022 foi cancelada)                 | Nova Zelândia                |
| UEFA (Europa)                                 | Campeonato Europeu Sub-17 de 2022                                                               | Alemanha Espanha França      |

## Sedes
Em 13 de abril de 2022, a FIFA confirmou as três cidades a sediar jogos da competição.
| Bubanesvar Margão Nova Bombaim | Bubanesvar         | Margão                          | Nova Bombaim       |
| ------------------------------ | ------------------ | ------------------------------- | ------------------ |
| Bubanesvar Margão Nova Bombaim | Estádio Kalinga    | Estádio Pandit Jawaharlal Nehru | Estádio DY Patil   |
| Bubanesvar Margão Nova Bombaim | Capacidade: 15 000 | Capacidade: 19 000              | Capacidade: 55 000 |
| Bubanesvar Margão Nova Bombaim |                    |                                 |                    |

## Arbitragem
Esta é a lista de árbitras e assistentes que atuaram no torneio. Pela primeira vez na história da competição será utilizado o árbitro assistente de vídeo (VAR).[carece de fontes?]
| Confederação | Árbitras (17)           | Assistentes (28)                                    | Árbitros de vídeo (16)                                                                                    |
| ------------ | ----------------------- | --------------------------------------------------- | --- |
| AFC          | THA Pansa Chaisanit     | THA Supawan Hinthong THA Nuannid Donjangreed        | UAE Omar Al Ali SYR Hanna Hattab AUS Lara Lee THA Sivakorn Pu-Udom AUS Casey Reibelt                      |
| AFC          | UZB Edita Mirabidova    | AUS Joanna Charaktis UZB Kristina Sereda            | UAE Omar Al Ali SYR Hanna Hattab AUS Lara Lee THA Sivakorn Pu-Udom AUS Casey Reibelt                      |
| AFC          | KOR Oh Hyeon-jeong      | CHN Fang Yan CHN Xie Lijun                          | UAE Omar Al Ali SYR Hanna Hattab AUS Lara Lee THA Sivakorn Pu-Udom AUS Casey Reibelt                      |
| CAF          | MAR Bouchra Karboubi    | MAR Fatiha Jermoumi MAR Soukaina Hamdi              | ETH Lidia Tafesse SWZ Letticia Viana                                                                      |
| CAF          | MRI Maria Rivet         | MRI Queency Victoire EGY Yara Abdelfattah           | ETH Lidia Tafesse SWZ Letticia Viana                                                                      |
| CAF          | TUN Dorsaf Ganouati     |                                                     | ETH Lidia Tafesse SWZ Letticia Viana                                                                      |
| CONCACAF     | MEX Katia García        | MEX Mayte Chávez MEX Enedina Caudillo               | CAN Carol Anne Chenard NCA Tatiana Guzmán USA Ekaterina Koroleva USA Felisha Mariscal HON Shirley Perelló |
| CONCACAF     | JAM Odette Hamilton     | JAM Jassett Kerr-Wilson JAM Stephanie-Dale Yee Sing | CAN Carol Anne Chenard NCA Tatiana Guzmán USA Ekaterina Koroleva USA Felisha Mariscal HON Shirley Perelló |
| CONCACAF     | CAN Myriam Marcotte     | SUR Mijensa Rensch CUB Ivette Santiago              | CAN Carol Anne Chenard NCA Tatiana Guzmán USA Ekaterina Koroleva USA Felisha Mariscal HON Shirley Perelló |
| CONMEBOL     | COL María Victoria Daza | COL Nataly Arteaga PAR Laura Miranda                | ARG Salomé Di Iorio                                                                                       |
| CONMEBOL     | URU Anahí Fernández     | URU Luciana Mascaraña URU Adela Sánchez             | ARG Salomé Di Iorio                                                                                       |
| CONMEBOL     | ECU Susana Corella      |                                                     | ARG Salomé Di Iorio                                                                                       |
| CONMEBOL     | PAR Zulma Quiñónez      |                                                     | ARG Salomé Di Iorio                                                                                       |
| UEFA         | ROU Iuliana Demetrescu  | ROU Mihaela Țepușă HUN Anita Vad                    | DEN Frida Mia Klarlund CZE Lucie Ratajová FRA Maika Vanderstichel                                         |
| UEFA         | ITA Maria Sole Ferrieri | ITA Francesca Di Monte FRA Élodie Coppola           | DEN Frida Mia Klarlund CZE Lucie Ratajová FRA Maika Vanderstichel                                         |
| UEFA         | CRO Ivana Martinčić     | SVN Staša Špur POL Paulina Baranowska               | DEN Frida Mia Klarlund CZE Lucie Ratajová FRA Maika Vanderstichel                                         |
| UEFA         | ENG Rebecca Welch       | ENG Natalie Aspinall NED Franca Overtoom            | DEN Frida Mia Klarlund CZE Lucie Ratajová FRA Maika Vanderstichel                                         |

## Sorteio
O sorteio oficial foi realizado em 24 de junho de 2022 na sede da FIFA, em Zurique. As equipes foram alocadas com base em seus desempenhos nas últimas cinco Copas do Mundo Femininas Sub-17, com cinco pontos de bônus adicionados a cada uma das atuais campeãs das confederações que venceram o respectivo torneio de qualificação (para este ciclo). A anfitriã Índia foi automaticamente atribuída à posição A1. Equipes da mesma confederação não podem se enfrentar na fase de grupos.
| Pote 1                               | Pote 2                                     | Pote 3                                      | Pote 4                                   |
| ------------------------------------ | ------------------------------------------ | ------------------------------------------- | ---------------------------------------- |
| - Índia - Japão - Espanha - Alemanha | - México - Canadá - Brasil - Nova Zelândia | - Estados Unidos - Nigéria - França - China | - Colômbia - Chile - Marrocos - Tanzânia |

## Fase de grupos
Os vencedores e os segundos colocados de cada grupo avançaram para as quartas de final.
Critérios de desempate
1. Pontos em confrontos diretos entre equipes empatadas;
2. Diferença de gols em confrontos diretos entre equipes empatadas;
3. Gols marcados em confrontos diretos entre equipes empatadas;
4. Pontos de fair play em todos os jogos do grupo:
  1. Primeiro cartão amarelo: menos 1 ponto;
  2. cartão vermelho indireto (segundo cartão amarelo): menos 3 pontos;
  3. cartão vermelho direto: menos 4 pontos;
  4. cartão amarelo e cartão vermelho direto: menos 5 pontos;
5. Sorteio

|  | Equipes classificadas às quartas de final |
|  | Equipes eliminadas                        |

Todas as partidas seguem o fuso horário local (UTC+5:30).

### Grupo A
| Seleção        | Pts | J | V | E | D | GP | GC | SG  |
| -------------- | --- | - | - | - | - | -- | -- | --- |
| Estados Unidos | 7   | 3 | 2 | 1 | 0 | 13 | 1  | +12 |
| Brasil         | 7   | 3 | 2 | 1 | 0 | 7  | 1  | +6  |
| Marrocos       | 3   | 3 | 1 | 0 | 2 | 3  | 5  | –2  |
| Índia          | 0   | 3 | 0 | 0 | 3 | 0  | 16 | –16 |

| 11 de outubro | Marrocos | 0 – 1     | Brasil     | Estádio Kalinga, Bubanesvar                  |
| 16:30         |          | Relatório | Jhonson 5' | Público: 4 243 Árbitro: UZB Edita Mirabidova |

| 11 de outubro | Índia | 0 – 8     | Estados Unidos                                                                                      | Estádio Kalinga, Bubanesvar                |
| 20:00         |       | Relatório | Rebimbas 9', 31' · Kohler 15' · Gamero 23' · Thompson 39' · Emri 51' · Suarez 59' (pen) · Bhuta 62' | Público: 4 100 Árbitro: ECU Susana Corella |

| 14 de outubro | Brasil    | 1 – 1     | Estados Unidos | Estádio Kalinga, Bubanesvar                |
| 16:30         | Carol 37' | Relatório | Kiorpes 33'    | Público: 3 639 Árbitro: KOR Oh Hyeon-jeong |

| 14 de outubro | Índia | 0 – 3     | Marrocos                                        | Estádio Kalinga, Bubanesvar              |
| 20:00         |       | Relatório | El-Madani 51' (pen) · Zouhir 62' · Cherif 90+1' | Público: 8 749 Árbitro: MEX Katia García |

| 17 de outubro | Brasil                                              | 5 – 0     | Índia | Estádio Kalinga, Bubanesvar                 |
| 20:00         | Gabi Berchon 11' · Aline 40', 51' · Lara 86', 90+3' | Relatório |       | Público: 8 765 Árbitro: CAN Myriam Marcotte |

| 17 de outubro | Estados Unidos                   | 4 – 0     | Marrocos | Estádio Pandit Jawaharlal Nehru, Margão     |
| 20:00         | Kohler 24', 73' · Smith 68', 81' | Relatório |          | Público: 3 578 Árbitro: URU Anahí Fernández |

### Grupo B
| Seleção       | Pts | J | V | E | D | GP | GC | SG |
| ------------- | --- | - | - | - | - | -- | -- | -- |
| Alemanha      | 9   | 3 | 3 | 0 | 0 | 11 | 2  | +9 |
| Nigéria       | 6   | 3 | 2 | 0 | 1 | 7  | 3  | +4 |
| Chile         | 3   | 3 | 1 | 0 | 2 | 4  | 9  | –5 |
| Nova Zelândia | 0   | 3 | 0 | 0 | 3 | 2  | 10 | –8 |

| 11 de outubro | Chile                                              | 3 – 1     | Nova Zelândia | Estádio Pandit Jawaharlal Nehru, Margão   |
| 16:30         | A. Figueroa 12' · Rovner 22' (pen) · Cifuentes 64' | Relatório | Clegg 52'     | Público: 4 064 Árbitro: ENG Rebecca Welch |

| 11 de outubro | Alemanha               | 2 – 1     | Nigéria   | Estádio Pandit Jawaharlal Nehru, Margão     |
| 20:00         | Stoldt 49' · Alber 61' | Relatório | Usani 30' | Público: 6 524 Árbitro: CAN Myriam Marcotte |

| 14 de outubro | Nova Zelândia | 0 – 4     | Nigéria                                          | Estádio Pandit Jawaharlal Nehru, Margão     |
| 16:30         |               | Relatório | Bello 16' · Usani 34' · Afolabi 75' · Etim 90+5' | Público: 2 191 Árbitro: THA Pansa Chaisanit |

| 14 de outubro | Alemanha                                                                              | 6 – 0     | Chile | Estádio Pandit Jawaharlal Nehru, Margão |
| 20:00         | Veit 20' · Şehitler 24' · Alber 40' · Steiner 58' (pen) · Bender 60' · Portella 90+5' | Relatório |       | Público: 4 417 Árbitro: MRI Maria Rivet |

| 17 de outubro | Nova Zelândia | 1 – 3     | Alemanha                            | Estádio Pandit Jawaharlal Nehru, Margão      |
| 16:30         | Clegg 10'     | Relatório | Bender 5', 54' · Şehitler 60' (pen) | Público: 1 945 Árbitro: MAR Bouchra Karboubi |

| 17 de outubro | Nigéria                  | 2 – 1     | Chile              | Estádio Kalinga, Bubanesvar                     |
| 16:30         | Emmanuel 4' · Mosaku 82' | Relatório | Rovner 90+1' (pen) | Público: 4 261 Árbitro: ITA Maria Sole Ferrieri |

### Grupo C
| Seleção  | Pts | J | V | E | D | GP | GC | SG |
| -------- | --- | - | - | - | - | -- | -- | -- |
| Colômbia | 6   | 3 | 2 | 0 | 1 | 4  | 2  | +2 |
| Espanha  | 6   | 3 | 2 | 0 | 1 | 3  | 2  | +1 |
| México   | 3   | 3 | 1 | 0 | 2 | 4  | 5  | –1 |
| China    | 3   | 3 | 1 | 0 | 2 | 2  | 4  | –2 |

| 12 de outubro | México         | 1 – 2     | China                                 | Estádio DY Patil, Nova Bombaim                  |
| 16:30         | Guijarro 90+3' | Relatório | Qiao Ruiqi 49' (pen) · Yu Xingyue 90' | Público: 8 086 Árbitro: ITA Maria Sole Ferrieri |

| 12 de outubro | Espanha     | 1 – 0     | Colômbia | Estádio DY Patil, Nova Bombaim                 |
| 20:00         | Amezaga 85' | Relatório |          | Público: 2 923 Árbitro: ROU Iuliana Demetrescu |

| 15 de outubro | China | 0 – 2     | Colômbia        | Estádio DY Patil, Nova Bombaim               |
| 16:30         |       | Relatório | Caicedo 9', 23' | Público: 10 417 Árbitro: CRO Ivana Martinčić |

| 15 de outubro | Espanha    | 1 – 2     | México                       | Estádio DY Patil, Nova Bombaim               |
| 20:00         | Pujols 74' | Relatório | M. Flores 47' · Saldívar 85' | Público: 5 350 Árbitro: UZB Edita Mirabidova |

| 18 de outubro | China | 0 – 1     | Espanha    | Estádio DY Patil, Nova Bombaim              |
| 16:30         |       | Relatório | Artero 61' | Público: 8 230 Árbitro: JAM Odette Hamilton |

| 18 de outubro | Colômbia                  | 2 – 1     | México             | Estádio Pandit Jawaharlal Nehru, Margão   |
| 16:30         | Ortegón 41' · Caicedo 74' | Relatório | Caicedo 81' (g.c.) | Público: 4 920 Árbitro: ENG Rebecca Welch |

### Grupo D
| Seleção  | Pts | J | V | E | D | GP | GC | SG  |
| -------- | --- | - | - | - | - | -- | -- | --- |
| Japão    | 9   | 3 | 3 | 0 | 0 | 10 | 0  | +10 |
| Tanzânia | 4   | 3 | 1 | 1 | 1 | 3  | 6  | –3  |
| Canadá   | 2   | 3 | 0 | 2 | 1 | 2  | 6  | –4  |
| França   | 1   | 3 | 0 | 1 | 2 | 2  | 5  | –3  |

| 12 de outubro | Canadá     | 1 – 1     | França    | Estádio Pandit Jawaharlal Nehru, Margão      |
| 16:30         | Chukwu 67' | Relatório | Calba 73' | Público: 3 499 Árbitro: MAR Bouchra Karboubi |

| 12 de outubro | Japão                                                      | 4 – 0     | Tanzânia | Estádio Pandit Jawaharlal Nehru, Margão     |
| 20:00         | Shiragaki 33' · Itamura 67' · Tsujisawa 75' · Tanikawa 81' | Relatório |          | Público: 3 566 Árbitro: URU Anahí Fernández |

| 15 de outubro | França          | 1 – 2     | Tanzânia                      | Estádio Pandit Jawaharlal Nehru, Margão     |
| 16:30         | Calba 77' (pen) | Relatório | Mnally 17' · Bahera 60' (pen) | Público: 2 625 Árbitro: JAM Odette Hamilton |

| 15 de outubro | Japão                                                    | 4 – 0     | Canadá | Estádio Pandit Jawaharlal Nehru, Margão         |
| 20:00         | Kubota 9' · Shiragaki 37' · Tanikawa 52' · Takaoka 90+2' | Relatório |        | Público: 5 492 Árbitro: COL María Victoria Daza |

| 18 de outubro | França | 0 – 2     | Japão                         | Estádio Pandit Jawaharlal Nehru, Margão |
| 20:00         |        | Relatório | Tanikawa 29' · Kusunoki 90+1' | Público: 6 734 Árbitro: MRI Maria Rivet |

| 18 de outubro | Tanzânia    | 1 – 1     | Canadá          | Estádio DY Patil, Nova Bombaim              |
| 20:00         | Mapunda 35' | Relatório | Allen 14' (pen) | Público: 3 728 Árbitro: THA Pansa Chaisanit |

## Fase final
Na fase eliminatória, a disputa por pênaltis será usada para decidir o vencedor, caso necessário (não haverá prorrogação).
|  | Quartas de final             | Quartas de final       |                              |          | Semifinais     | Semifinais     |  |  | Final                        | Final |
|  |                              |                        |                              |          |                |                |  |  |                              |       |
|  | 21 de outubro – Nova Bombaim |                        |                              |          |                |                |  |  |                              |       |
|  |                              |                        |                              |          |                |                |  |  |                              |       |
|  | Estados Unidos               | 1 (3)                  |                              |          |                |                |  |  |                              |       |
|  | Estados Unidos               | 1 (3)                  | 26 de outubro – Margão       |          |                |                |  |  |                              |       |
|  | Nigéria (pen)                | 1 (4)                  |                              |          |                |                |  |  |                              |       |
|  | Nigéria (pen)                | 1 (4)                  | Nigéria                      | 0 (5)    |                |                |  |  |                              |       |
|  | 22 de outubro – Margão       |                        | Nigéria                      | 0 (5)    |                |                |  |  |                              |       |
|  |                              | Colômbia (pen)         | 0 (6)                        |          |                |                |  |  |                              |       |
|  | Colômbia                     | Colômbia (pen)         | 0 (6)                        | 3        |                |                |  |  |                              |       |
|  | Colômbia                     |                        | 30 de outubro – Nova Bombaim | 3        |                |                |  |  |                              |       |
|  | Tanzânia                     | 0                      |                              |          |                |                |  |  |                              |       |
|  | Tanzânia                     | 0                      | Colômbia                     | 0        |                |                |  |  |                              |       |
|  | 21 de outubro – Nova Bombaim |                        | Colômbia                     | 0        |                |                |  |  |                              |       |
|  |                              | Espanha                | 1                            |          |                |                |  |  |                              |       |
|  | Alemanha                     | Espanha                | 1                            | 2        |                |                |  |  |                              |       |
|  | Alemanha                     | 26 de outubro – Margão |                              | 2        |                |                |  |  |                              |       |
|  | Brasil                       | 0                      |                              |          |                |                |  |  |                              |       |
|  | Brasil                       | 0                      | Alemanha                     | 0        | Terceiro lugar | Terceiro lugar |  |  |                              |       |
|  | 22 de outubro – Margão       |                        | Alemanha                     | 0        | Terceiro lugar | Terceiro lugar |  |  |                              |       |
|  |                              | Espanha                | 1                            |          |                |                |  |  |                              |       |
|  | Japão                        | Espanha                | 1                            | 1        | Nigéria (pen)  | 3 (3)          |  |  |                              |       |
|  | Japão                        |                        |                              | 1        | Nigéria (pen)  | 3 (3)          |  |  |                              |       |
|  | Espanha                      | 2                      |                              | Alemanha | 3 (2)          |                |  |  |                              |       |
|  | Espanha                      | 2                      |                              |          | 3 (2)          |                |  |  |                              |       |
|  |                              |                        |                              |          |                |                |  |  | 30 de outubro – Nova Bombaim |       |
|  |                              |                        |                              |          |                |                |  |  |                              |       |

### Quartas de final
| 21 de outubro | Estados Unidos | 1 – 1     | Nigéria   | Estádio DY Patil, Nova Bombaim                 |
| 16:30         | Villarreal 40' | Relatório | Edafe 27' | Público: 6 619 Árbitro: ROU Iuliana Demetrescu |

|                                  |       | Penalidades                         |  |
| Jackson Bhuta Suarez Emri Adames | 3 – 4 | Edafe Folorunsho Usani Offiong Etim |  |

| 21 de outubro | Alemanha                   | 2 – 0     | Brasil | Estádio DY Patil, Nova Bombaim             |
| 20:00         | Steiner 23' · Krüger 90+5' | Relatório |        | Público: 3 751 Árbitro: KOR Oh Hyeon-jeong |

| 22 de outubro | Colômbia                                     | 3 – 0     | Tanzânia | Estádio Pandit Jawaharlal Nehru, Margão     |
| 16:30         | Caicedo 3' · Muñoz 17' · Rodríguez 36' (pen) | Relatório |          | Público: 3 547 Árbitro: CRO Ivana Martinčić |

| 22 de outubro | Japão        | 1 – 2     | Espanha          | Estádio Pandit Jawaharlal Nehru, Margão  |
| 20:00         | Tanikawa 66' | Relatório | López 87', 90+3' | Público: 6 432 Árbitro: MEX Katia García |

### Semifinais
| 26 de outubro | Nigéria | 0 – 0     | Colômbia | Estádio Pandit Jawaharlal Nehru, Margão        |
| 16:30         |         | Relatório |          | Público: 3 576 Árbitro: ROU Iuliana Demetrescu |

|                                                      |       | Penalidades                                                  |  |
| Offiong Etim Usani Afolabi Edafe Oyinlola Folorunsho | 5 – 6 | Rodríguez Perlaza Muñoz Espitaleta Caicedo Ortegón Hernández |  |

| 26 de outubro | Alemanha | 0 – 1     | Espanha      | Estádio Pandit Jawaharlal Nehru, Margão    |
| 20:00         |          | Relatório | Corrales 90' | Público: 10 264 Árbitro: ENG Rebecca Welch |

### Disputa pelo terceiro lugar
| 30 de outubro | Nigéria                            | 3 – 3     | Alemanha                          | Estádio DY Patil, Nova Bombaim              |
| 16:30         | Ajakaye 20' · Bello 48' · Etim 63' | Relatório | Veit 73' · Bartz 85' · Bender 90' | Público: 4 722 Árbitro: URU Anahí Fernández |

|                              |       | Penalidades                      |  |
| Sunday Etim Ajakaye Adeshina | 3 – 2 | Veit Platner Bender Janzen Bartz |  |

### Final
| 30 de outubro | Colômbia | 0 – 1     | Espanha           | Estádio DY Patil, Nova Bombaim            |
| 20:00         |          | Relatório | Guzmán 82' (g.c.) | Público: 24 824 Árbitro: MEX Katia García |

## Premiações
| Copa do Mundo de Futebol Feminino Sub-17 de 2022 |
| Espanha                                          |
| ------------------------------------------------ |
| ESPANHA Campeã (2º título)                       |

### Individuais
| Chuteira de Ouro  | Bola de Ouro    | Luva de Ouro     | Fair Play |
| ----------------- | --------------- | ---------------- | --------- |
| GER Loreen Bender | ESP Vicky López | ESP Sofía Fuente | Japão     |

## Artilharia
4 gols (3)
- COL Linda Caicedo
- GER Loreen Bender
- JPN Momoko Tanikawa

3 gols (1)
- USA Charlotte Kohler

2 gols (16)
- BRA Aline
- BRA Lara
- CHI Tali Rovner
- ESP Vicky López
- FRA Lucie Calba
- GER Alara Şehitler
- GER Jella Veit
- GER Mara Alber
- GER Marie Steiner
- JPN Uno Shiragaki
- NGA Amina Bello
- NGA Edidiong Etim
- NGA Miracle Usani
- NZL Emily Clegg
- USA Melina Rebimbas
- USA Samantha Smith

1 gol (46)
- BRA Carol
- BRA Gabi Berchon
- BRA Jhonson
- CAN Amanda Allen
- CAN Annabelle Chukwu
- CHI Ambar Figueroa
- CHI Anaís Cifuentes
- CHN Qiao Ruiqi
- CHN Yu Xingyue
- COL Gabriela Rodríguez
- COL Juana Ortegón
- COL Yésica Muñoz
- ESP Jone Amezaga
- ESP Judit Pujols
- ESP Lucía Corrales
- ESP Marina Artero
- GER Laila Portella
- GER Melina Krüger
- GER Paulina Bartz
- GER Svea Stoldt
- JPN Ai Tsujisawa
- JPN Mao Itamura
- JPN Mao Kubota
- JPN Mio Takaoka
- JPN Sayami Kusunoki
- MAR Djennah Cherif
- MAR Doha El-Madani
- MAR Yasmine Zouhir
- MEX Katherin Guijarro
- MEX Maribel Flores
- MEX Montserrat Saldívar
- NGA Bisola Mosaku
- NGA Blessing Emmanuel
- NGA Omamuzo Edafe
- NGA Opeyeme Ajakaye
- NGA Taiwo Afolabi
- TAN Christer Bahera
- TAN Diana Mnally
- TAN Veronica Mapunda
- USA Amalia Villarreal
- USA Ella Emri
- USA Gisele Thompson
- USA Mia Bhuta
- USA Nicollette Kiorpes
- USA Onyeka Gamero
- USA Taylor Suarez

Gols contra (2)
- COL Ana Guzmán (para a Espanha)
- COL Linda Caicedo (para o México)

## Publicidade

### Mascote
Em 11 de outubro de 2021, foi apresentada a mascote oficial: a leoa indiana "Ibha".